# Parc de Fleming
Le parc de Fleming (finnois : Fleminginpuisto) est un parc du  quartier V à Turku en Finlande.

## Présentation
Le parc est situé sur la colline Tonttumäki entre les rues Entre Stålarminkatu et Kupittaankatu.
Le nom original de la zone était Tonttumäki.
Le nom Fleminginpuisto date de 1916, lorsque le comité de nomenclature avait l'intention de nommer toutes les rues planifiées de la zone avec les noms des membres la famille de Klaus Fleming.
La colline était à l'origine une falaise rocheuse avec des pins et des genévriers, et la création  du parc a commencé en 1950 par la modification du terrain pour combler le sol et en effectuant des plantations de nouvelles espèces d'arbres, comme le tilleul et l'érable.
Lorsque le moulin du côté de Kupittaankatu a cessé de fonctionner dans les années 1960, cette partie du parc a également commencé à être transformée en parc avec un sol de remblai. 
La société Wärtsilä Oy a participé à la construction du parc Fleminginpuisto car de nombreux habitants du quartier étaient alors des employés de Wärtsilä. 
Du haut de Fleminginpuisto, il y a des vues pittoresques sur le sud-ouest de Turku.

## Galerie

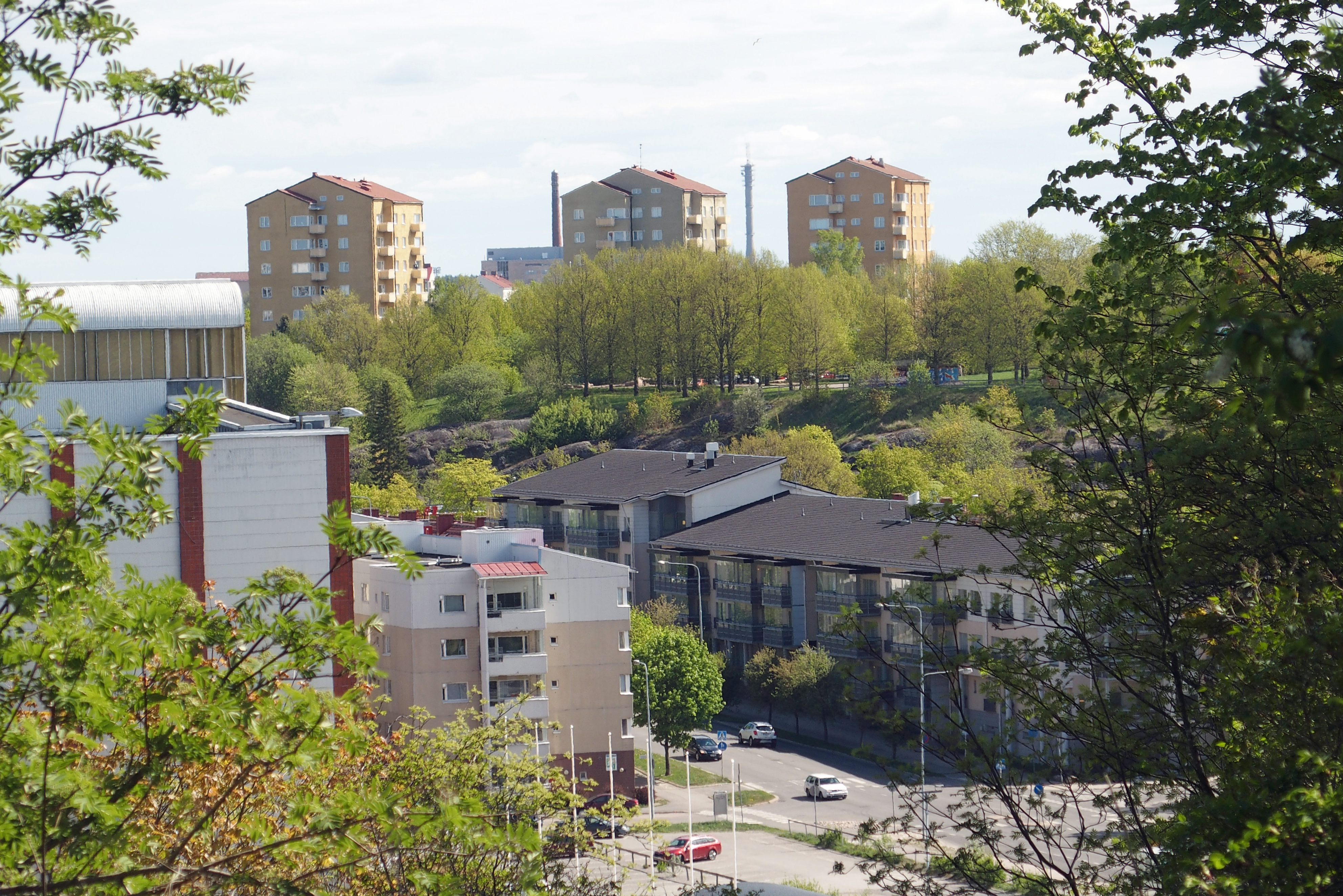
Tours de Tonttumäki vues de Korppolaismäki.